# UFC 228
UFC 228: Woodley vs. Till foi um evento de artes marciais mistas produzido pelo Ultimate Fighting Championship realizado em 8 de Setembro de 2018, no American Airlines Center em Dallas, Texas.

## Resultados
Nota 1 Pelo Cinturão Meio Médio do UFC. 

## Bônus da Noite
Os lutadores receberam $50.000 de bônus: 
- Luta da Noite:  Irene Aldana vs.  Lucie Pudilová
- Performance da Noite:  Tyron Woodley e  Jéssica Andrade